# 阿德利亞那堡休戰協定
1547年阿德利亞那堡休戰協定（Truce of Adrianople in 1547），是1547年神聖羅馬帝國查理五世與奧斯曼帝國蘇里曼一世在埃迪爾內簽訂的休戰協定。
根據這一協定，奧地利的斐迪南一世和查理五世承認奧斯曼帝國控制匈牙利，與每年進貢30000金幣換取哈布斯堡家族控制匈牙利西部和北部。